# Jacques Berthelet
Pour les articles homonymes, voir Berthelet.
 (janvier 2019).
Si vous disposez d'ouvrages ou d'articles de référence ou si vous connaissez des sites web de qualité traitant du thème abordé ici, merci de compléter l'article en donnant les références utiles à sa vérifiabilité et en les liant à la section « Notes et références ».
Jacques Berthelet, né le 24 octobre 1934 à Montréal et mort le 25 janvier 2019, est évêque émérite du diocèse de Saint-Jean-Longueuil.

## Biographie
Il a accompli ses études secondaires au Collège Saint-Viateur d'Outremont, au Scolasticat Saint-Charles de Joliette et à l'Université de Fribourg en Suisse, où il obtient une licence en théologie. Le 1er août 1957, il devient frère chez les clercs de Saint-Viateur. Il est ordonné prêtre dans cette congrégation le 16 juin 1962. Le 19 décembre 1986, Jean-Paul II le nomme évêque auxiliaire du diocèse de Saint-Jean-Longueuil ainsi qu'évêque titulaire de Lamsorti, après qu'il eut enseigné la théologie à l'université de Montréal et eut été nommé supérieur de sa congrégation. Le 27 décembre 1996, il succède à Monseigneur Bernard Hubert, qui fut son consécrateur.
En 2001, Jacques Berthelet est devenu le président de la conférence des évêques catholiques du Canada pour un mandat de deux ans. Il a prononcé un discours au début des JMJ de Toronto en 2002. Toujours en 2002, il a publié une lettre pastorale demandant le maintien juridique de la définition traditionnelle du mariage entre couples de sexes opposés. Il s'est également intéressé à la question des chrétiens de Terre Sainte, et en janvier 2003 il a eu une rencontre avec le président de l'Autorité palestinienne, Yasser Arafat, et Moshe Katsav, président de l'État d'Israël. Le 19 août 2004, il obtient la nomination de Louis Dicaire en tant qu'évêque auxiliaire de son diocèse. En 2005, il a tenu une vigile spéciale à la cocathédrale Saint-Antoine-de-Padoue l'occasion du décès de Jean-Paul II et du conclave de 2005.
Au jour de son 75e anniversaire, il remet sa démission à Rome comme le veut la tradition et est alors nommé administrateur diocésain. Lionel Gendron, anciennement évêque auxiliaire de Montréal, lui succède comme évêque de St-Jean-Longueuil.